# Choca-do-planalto

## Choca-do-planalto

### Descrição
A choca-do-planalto (Thamnophilus pelzelni) é uma espécie de ave da família Thamnophilidae, endêmica do Brasil. De tamanho médio, apresenta plumagem predominantemente escura, com penas pretas. Os machos têm coloração mais pálida, enquanto as fêmeas exibem dorso ruivo, diferindo da choca-da-mata, que apresenta dorso marrom. Apesar de ser comumente confundida com espécies como a choca-da-mata e a choca-bate-cabo, estudos genéticos e morfológicos mostram distinções claras.
A espécie possui comportamento social interessante, podendo ser encontrada em pequenos grupos. Em regiões de cerrado, habita áreas abertas com vegetação de baixa altura, como campos com boa cobertura de arbustos.

### Distribuição e habitat
A choca-do-planalto é localizada principalmente no Cerrado brasileiro, com registros principalmente nos estados de Minas Gerais, Goiás, Tocantins, Bahia e Sergipe. Em diferentes regiões, adapta-se a habitats variados, como campos sujos, cerradões e bordas de matas secas. Em áreas mais úmidas, tende a procurar vegetação densa, enquanto em regiões secas, prefere matas mais abertas com arbustos.

### Etimologia
O nome "choca" refere-se ao comportamento de incubar ovos, enquanto "do planalto" indica seu habitat típico nas regiões de planalto e cerrado do Brasil. O nome científico segue a nomenclatura binomial: Thamnophilus (gênero) e pelzelni (espécie), em homenagem ao ornitólogo austríaco August von Pelzeln.

### Separação taxonômica
Até o final do século XX, a choca-do-planalto (Thamnophilus pelzelni) era tratada como uma subespécie de Thamnophilus punctatus. No entanto, em 1997, Isler e alguns colaboradores propuseram a divisão de T. punctatus em seis espécies distintas, com base em características morfológicas, vocais, de plumagem e de distribuição geográfica. Dessa forma, T. pelzelni e T. ambiguus passaram a ser reconhecidas como espécies separadas.
Na mesma pesquisa análises de sequências do gene mitocondrial citocromo b realizadas em 58 indivíduos de T. ambiguus e 6 de T. pelzelni indicaram uma divergência genética de cerca de 5% entre as espécies — valor significativamente superior à variação intraespecífica (0,2% para T. ambiguus e 0,3% para T. pelzelni). Esses dados fornecem forte evidência de isolamento reprodutivo de longo prazo entre as duas espécies.

### Reprodução
A choca-do-planalto constrói ninhos em forma de taça  geralmente posicionados em forquilhas de arbustos ou vegetação densa próxima ao solo. O casal participa da construção, incubação e cuidado com os filhotes. Os ovos são esbranquiçados com manchas acastanhadas e a postura costuma conter dois ovos a três ovos. A incubação dura aproximadamente 14 dias, e os filhotes permanecem no ninho por cerca de 11 dias após a eclosão até ficarem independentes.